# Piscine René Barnérias
 (mars 2025).
Motif : où sont les sources secondaires centrées démontrant la notoriété du sujet ?
- Archive Wikiwix
- Bing
- Cairn
- DuckDuckGo
- E. Universalis
- Gallica
- Google
- G. Books
- G. News
- G. Scholar
- Persée
- Qwant
- (zh) Baidu
- (ru) Yandex
- (wd) trouver des œuvres sur Wikidata

| 1. | Préciser le motif de la pose du bandeau. | Précisez le motif de la pose du bandeau en utilisant la syntaxe suivante : {{admissibilité à vérifier\|date=mars 2025\|motif=remplacez ce texte par le motif}}                              |
| 2. | Informer les utilisateurs concernés.     | Pensez à avertir le créateur de l'article, par exemple, en insérant le code ci-dessous sur sa page de discussion : {{subst:avertissement admissibilité à vérifier\|Piscine René Barnérias}} |

La piscine René Barnérias (anciennement appelée piscine municipale) est un stade aquatique situé sur la commune de Thiers, dans le département français du Puy-de-Dôme. Elle touche la Cité scolaire du Pontel depuis son ouverture en 1973.
Elle a pris le nom de la personne à la base du projet de sa construction, René Barnérias, alors maire de Thiers et décédé en 2011.
Pouvant accueillir des compétitions régionales, la fréquentation annuelle de la piscine est estimée à plus de 63 000 nageurs.

## Histoire

### Projet et ouverture
Au début des années 1970, Thiers et son arrondissement n'avaient aucune piscine. Le maire en place entre 1971 et 1977, René Barnérias, a le projet de construire un stade aquatique dans le haut de Thiers, proche du Lycée Montdory et du Collège Audembron. C'est en 1971 que les travaux commencent pour la piscine, mais aussi pour le Gymnase Jean-Mince, situé à quelques mètres. En 1973, le maire René Barnérias inaugure les deux grands bâtiments.

### Ouverture d'une deuxième piscine
Au milieu des années 1980, Maurice Adevah-Pœuf, maire de Thiers entre 1977 et 2001, relance le projet d'une base de loisirs sur la commune de Thiers. Dans celui-ci figure le projet de construction d'un centre aqualudique extérieur, ouvert uniquement l'été, pour désengorger la piscine municipale et offrir une piscine conçue uniquement pour les loisirs, ce qui est différent de la piscine municipale. En 1985, la construction de la base de loisirs initialement nommé Base de loisirs de Courty est entamée et en 1989, la base de loisirs Iloa Les rives de Thiers ouvre en même temps que sa piscine extérieure. 

### Dysfonctionnements
Depuis le début des années 2000, la piscine municipale de Thiers connaît de nombreux dysfonctionnements. En effet, que ce soit par rapport à la structure du bâtiment, aux fuites d'eau très importantes ou encore des problèmes sanitaires, la piscine ferme plusieurs fois au public par an, en plus des deux fermetures annuelles pour les vidanges des bassins.
En février 2019, lors d'une vidange annuelle, la piscine ferme pour une durée indéterminée. En effet, les fuites d'eau très importantes laissent entrevoir que la dalle du bassin est très abîmée et risque de s'effondrer sous le poids important de l'eau.

## Caractéristiques

### Situation géographique
La piscine est située à proximité du Lycée Montdory et du Collège Audembron. Le Gymnase Jean-Mince est à quelques mètres des bassins. La piscine, construite dans la ville-haute de Thiers, offre une vue panoramique sur la ville-basse, la plaine de la Limagne, sur les Monts Dore ainsi que sur la Chaîne des Puys. La piscine est accessible par l'ancienne Route nationale 106 devenue RD400 (appelée Avenue Jean-Jaurès). 
Elle est également accessible par bus avec un arrêt sur la ligne n°1 des Transports Urbains Thiernois. La Gare de Thiers se situe à quelques centaines de mètres de la piscine.

### Fiche technique
Le stade aquatique est composé de deux bassins de taille variable. Le premier est un bassin d'apprentissage et le deuxième est un bassin sportif ayant pour largeur six lignes d'eau soit 15 mètres. Ce dernier est long de 25 mètres. La nature du sol est du carrelage, sa forme est rectangulaire, sa profondeur minimale est de 2 mètres tandis que la plus profonde est de 3,8 mètres.
La piscine municipale accueille les associations sportives, les scolaires et le grand public toute l’année. L’équipement permet de découvrir des activités diverses, l’apprentissage ou le perfectionnement de la natation pour enfants et adultes. Le jardin et le parcours aquatiques qui sont présents permettent aux enfants de vivre leurs premières découvertes aquatiques.

## Économie
La piscine emploie douze personnes en 2017. Le déficit annuel de fonctionnement de la piscine s'élève à 400.000 €. La perte d'eau dû aux nombreuses fissures dans les bassins représentent 32 m3 d'eau par jour, ce qui équivaut à la moyenne de la consommation d'un ménage sur une année complète.